# 터닝메카드 R의 등장인물 목록
애니메이션 시리즈 《터닝메카드 R》의 등장인물 목록이다.

## 주연
- 나찬 (성우: 소연)

- 이소벨 (성우: 윤미나)

- 리안 (성우: 김율)

- 반다인(본명: 김지훈) (성우: 이현진)

- 도깨비단(다비 & 다나) (성우: 이지현/이재현)

## 조연
- 공주희 (성우: 이지현)

- 천재형 (성우: 이재현)

- 기운찬 (성우: 홍범기)

- 야롱이 (고양이) (나찬의 반려묘) (성우: 이재현)

- 이솔빈 (나찬의 엄마) (성우: 윤미나)

- 나지용 (나찬의 아빠) (성우: 최재호)

- 지카드 박사 (성우: 최한)

## 악역
- 괴도 X (성우: 윤미나)